# Championnats d'Europe de boxe amateur 1998
Navigation
Édition précédente Édition suivante
La 32e édition des championnats d'Europe de boxe amateur s'est déroulée à Minsk, Biélorussie, du 17 au 24 mai 1998. 

## Résultats

### Podiums
| Catégories                    | Or                 | Argent              | Bronze                               |
| Poids mi-mouches (-48 kg)     | Sergey Kazakov     | Ivanas Stapovičius  | Pál Lakatos Oleh Kyryukhin           |
| Poids mouches (-51 kg)        | Wladimir Sidorenko | Ilfat Radziapov     | Vachtang Darchinyan Ramaz Gazashvili |
| Poids coqs (-54 kg)           | Sergey Danilchenko | Marian Alexandru    | Raimkul Malakhbekov Reidar Walstad   |
| Poids plumes (-57 kg)         | Ramaz Paliani      | Artyom Simonyan     | Sanchat Sayan János Nagy             |
| Poids légers (-60 kg)         | Kay Huste          | Koba Gogoladze      | Tigran Ouzlian Artur Gevorkyan       |
| Poids super-légers (-63,5 kg) | Dorel Simion       | Nurhan Süleymanoğlu | Dimitri Pavluschenko Sergey Bykovsky |
| Poids welters (-67 kg)        | Oleg Saitov        | Sergiy Dzinziruk    | Marian Simion Vadim Mezga            |
| Poids super-welters (-71 kg)  | Frédéric Esther    | Aslan Ercüment      | Christopher Bessey Adrian Diaconu    |
| Poids moyens (-75 kg)         | Zsolt Erdei        | Brian Magee         | Jean-Paul Mendy Dimitri Strelchinin  |
| Poids mi-lourds (-81 kg)      | Aleksandr Lebziak  | Coutney Fry         | Tomasz Adamek Claudio Rasco          |
| Poids lourds (-91 kg)         | Giacobbe Fragomeni | Sergey Dytzhlov     | Yevgeniy Makarenko Kwamena Turkson   |
| Poids super-lourds (+91 kg)   | Aleksey Lezin      | Wladimir Lazebnik   | Sinan Samil Sam Tofik Basisi         |

### Tableau des médailles
| Place | Pays              | Médaille d'or, Europe | Médaille d'argent, Europe | Médaille de bronze, Europe | Total |
| ----- | ----------------- | --------------------- | ------------------------- | -------------------------- | ----- |
| 1     | Russie            | 4                     | 1                         | 5                          | 10    |
| 2     | Ukraine           | 2                     | 2                         | 1                          | 5     |
| 3     | Roumanie          | 1                     | 1                         | 3                          | 5     |
| 4     | Géorgie           | 1                     | 1                         | 1                          | 3     |
| 5     | Hongrie           | 1                     | 0                         | 2                          | 3     |
| 6     | France            | 1                     | 0                         | 1                          | 2     |
| 7     | Allemagne         | 1                     | 0                         | 0                          | 1     |
| 7     | Italie            | 1                     | 0                         | 0                          | 1     |
| 9     | Turquie           | 0                     | 2                         | 1                          | 3     |
| 10    | Arménie           | 0                     | 1                         | 2                          | 3     |
| 10    | Biélorussie       | 0                     | 1                         | 2                          | 3     |
| 12    | Angleterre        | 0                     | 1                         | 1                          | 2     |
| 13    | Irlande           | 0                     | 1                         | 0                          | 1     |
| 13    | Lituanie          | 0                     | 1                         | 0                          | 1     |
| 15    | Suède             | 0                     | 0                         | 1                          | 1     |
| 15    | Israël            | 0                     | 0                         | 1                          | 1     |
| 15    | Pologne           | 0                     | 0                         | 1                          | 1     |
| 15    | Grèce             | 0                     | 0                         | 1                          | 1     |
| 15    | Norvège           | 0                     | 0                         | 1                          | 1     |
| Total | 19 pays médaillés | 12                    | 12                        | 24                         | 48    |